# František Horenský
František Horenský (20. února 1866 Pašovice – 15. srpna 1933 Boršice u Buchlovic) byl pedagog, spisovatel, publicista a fotograf, který v letech 1890 až 1933 dokumentoval život každodennosti všedních i svátečních dnů na Slovácku.
Jeho fotografie či jiné dochované nálezy, dodala uherskohradišťskému muzeu paní Ludmila Bačáková.

## Život
Narodil se jako sedmé dítě z jedenácti sourozenců. Obecnou školu navštěvoval v Pašovicích. Vystudoval gymnázium v Kroměříži a Filosofickou fakultu v Praze. Navštěvoval přednášky z dějin filozofie a základů abstraktní psychologie u profesora T.G.Masaryka, slovanský národopis u Františka Palackého, mluvnici jazyka českého u profesora Jana Gebauera.
Byl studentem širokých humanitních zájmů. Ještě za studií přispíval různými fejetony ze Slovácka do časopisu Čas. Na jejich spolupráci vzpomíná historik dr. Jan Herben ve své knize Vzpomínek. Nehledal možnosti jak v Praze zůstat a rozhodl se pro návrat na venkov. Tam napsal dvě sbírky, Slovácké obrázky (1893) a Nové slovácké obrázky (1898), přispíval do dobových časopisů, do Slováckých novin a do Moravské orlice.
Udržoval blízké kontakty s řadou regionálních sběratelů a kulturních pracovníků. Úzce spolupracoval např. s fotografem, přírodovědcem a etnografem Josefem Klvaňou. Jako učitel svou pozornost věnoval talentovaným dětem, nejen chlapcům, jak bylo v té době zvykem, ale stejným dílem i dívkám. Fotografoval přírodu a život lidí. Jeho stěžejní fotografické období vrcholilo ve dvacátých letech 20. století. Do svých fotografií krajin dovedl situovat člověka jako bytost, která k přírodě neodmyslitelně patří.
Byl také hudebně nadaný a vzdělaný, hrál na housle, vyučoval děti, zastával funkci varhaníka. Stal se významnou osobností rodné obce Pašovice a 15. července 1927 získal čestné občanství obce Boršice u Buchlovic, kde působil jako učitel. V Boršicích u Buchlovic také zemřel a je zde pochován.

## Odkaz
Základní škola v Boršicích u Buchlovic dostala jméno Základní škola Františka Horenského.
Ve Slezskoostravské galerii byla ve dnech 29. ledna až 27. února 2011 uskutečněna výstava jeho fotografií Obrázky ze Slovácka; ve stejném roce ve dnech 29. září až 6. listopadu proběhla další výstava jeho fotografií v Uherském Hradišti pod názvem Dobové snímky ze sbírek Slováckého muzea.
8. května 2016 byla v Boršicích u Buchlovic v kulturním domě uspořádána výstava fotografií Františka Horenského a konal se křest knihy Slovácko očima Františka Horenského, která byla vydána u příležitosti 150. výročí jeho narození. Jedná se o výpravnou a obsažnou publikaci, která má 480 stran. Knihu připravila a vydala PhDr. Romana Habartová s kolektivem. Na textu spolupracovali Ing. Roman Jílek, Vlastimil Řezníček, Bořek Žižlavský, PaeDr. Jiří Jilík a Mgr. Klára Stojaspalová. Autorem fotofrafií je František Horenský a jsou výběrem ze sbírek soukromých majitelů Bořka Žižlavského, Josefa Franty, Miroslavy Jechoux, Petry Knapové, Romany Habartové, obce Boršice a Slováckého muzea v Uherském Hradišti.
Autorka s některými spoluautory a se starostou Boršic nejdříve knihu představila a před zaplněným sálem o ní podrobně přítomné spolu s ostatními informovala. Poté následoval slavnostní křest knihy za přítomnosti pana faráře.